# Bromeliagrion beebeanum
Bromeliagrion beebeanum är en trollsländeart som först beskrevs av Philip Powell Calvert 1948.  Bromeliagrion beebeanum ingår i släktet Bromeliagrion och familjen dammflicksländor. Inga underarter finns listade i Catalogue of Life.